# Albigna
Die Albigna ist ein etwa 9,5 Kilometer langer Bach im Kanton Graubünden, der bei Vicosoprano der Mera zufliesst.

## Geographie

### Verlauf
Das Quellgebiet des Bachs liegt am Albignagletscher und Albignasee auf etwa 2200 m ü. M. Das Gebiet ist umgeben von Bergen über 3000 m ü. M. wie zum Beispiel die Cima di Castello, Cima dal Cantun oder die Cima della Bondasca. Hinter der Staumauer des Albignasees fliesst der Bach unterhalb der Baumgrenze steil ins Tal in Richtung Norden. Nach etwa 1 km fliesst ihm von rechts der Bach aus dem Valun dal Balzet auf 1450 m ü. M. zu. Etwa 0,5 km darauf fliessen ihm die zusammengeflossenen Bäche aus dem Valun dal Bacun und dem Valun da lan Purteia ebenfalls von rechts auf 1350 m ü. M. zu. Kurz darauf ändert der Bach seine Richtung und fliesst anstatt Norden Richtung Südwest. Hier fliesst ihm auf 1190 m ü. M. ein weiterer Bach aus dem Val Gaita von rechts zu. Der Bach fliesst nun weiter durch waldiges Gebiet, wobei ihm weitere kleine Bäche vor allem von links zufliessen. Er erreicht nach etwas mehr als 2 km das Dorf Vicosoprano, dem er entlang fliesst und wo er schliesslich etwa 0,7 km weiter auf 1057 m ü. M. der Mera von links zufliesst.

### Einzugsgebiet
Das Einzugsgebiet der Albigna hat eine Grösse von etwa 30 km². Der höchste Punkt im Einzugsgebiet ist auf 3319 m ü. M.